# وليد خيار
وليد خيار (بالفرنسية: Walide Khyar)‏‏ (9 يونيو 1995 في بوندي - ) لاعب جودو من فرنسا. نافس في الألعاب الأولمبية الصيفية 2016 في سباق 60 كلغم رجال، خرج من الجولة الثانية بواسطة اللاعب فيليبي كيتاداي.

## روابط خارجية
- وليد خيار على موقع الفيدرالية الدولية للجودو (الإنجليزية)
- وليد خيار على موقع JudoInside.com (الإنجليزية)
- وليد خيار على موقع AllJudo.net (الفرنسية)
- وليد خيار على موقع اللجنة الأولمبية الدولية (الإنجليزية)
- وليد خيار على موقع أوليمبيديا (الإنجليزية)
- وليد خيار على موقع اللجنة الأولمبية الفرنسية (مؤرشف) (الفرنسية)